# Prosoplus parasilis
Prosoplus parasilis är en skalbaggsart som beskrevs av Stefan von Breuning 1978. Prosoplus parasilis ingår i släktet Prosoplus och familjen långhorningar. Inga underarter finns listade i Catalogue of Life.